# Mercedes-Benz L3250
Mercedes-Benz L 3250 — середньотоннажний двовісний вантажний автомобіль, що випускався заводом Mercedes-Benz в період з 1949 по 1961 рік. Автомобіль вперше був представлений через 4 роки після Другої світової війни. L 3250 вже був оновлений менш, ніж через рік до L3500. Цифра в позначенні моделі вказує вага вантажу в кілограмах. Модель була повністю перероблена, за винятком кабіни. З новим вантажним автомобілем був представлений двигун OM 300. Надалі розвиненому вигляді він зберігався аж до кінця 1990-х років. Це був шестициліндровий предкамерний двигун, який у своїй першій версії з об'ємом двигуна 4,6 літра давав 90 к. с.
У 1953 році була додана трохи більш потужна модель з більш високою вантажопідйомністю, що отримала назву L4500. У 1954 році Mercedes-Benz змінив позначення моделей так, що L 3500 став L 311, а L 4500 — L 312. Виробництво в Західній Німеччині закінчилося в 1961 році, але тривало протягом ряду років на заводах Mercedes-Benz в Південній Америці і за ліцензією Tata Motors в Індії.